# نام‌های خدا در آیین زرتشت
در آیین زرتشتی ۱۰۱ نام و عنوان برای به‌کار بردن اهورا مزدا وجود دارد. این فهرست به زبان‌های پارسی، پازند و گجراتی حفظ شده‌است.
این نام‌ها اغلب در هنگام نماز زرتشتی به‌عنوان بخشی از یسنا گرفته می‌شود، درحالی‌که پیوسته حلقه ساخته‌شده از هشت فلز را با موهای واراسیا خالص به نام «وارس» در ظرف آب می‌پاشند.

## فهرست نام‌ها
فهرست زیر با نامهای ذکر شده توسط موبد رستم شهزادی در کتاب نمازهای بایسته اوستا مقابله شده است. همچنین دو ترجمه برای هر نام در زیر ارائه شده‌است، یکی توسط مهر بابا و دیگری از یک منبع آنلاین (persiandna.com).
| عدد | نام (پارسی مدرن)     | برگردان                                                            |
| --- | -------------------- | ------------------------------------------------------------------ |
| ۱   | ایزد                 | شایسته پرستش قابل ستایش                                            |
| ۲   | هَروسپ توان           | همه توانا خداوند متعال                                             |
| ۳   | هروسپ آگاه           | دانای کل                                                           |
| ۴   | هروسپ خدا            | پروردگار همه                                                       |
| ۵   | اَبدَه                 | بی‌آغاز                                                             |
| ۶   | اَبی انجام            | بی‌پایان                                                            |
| ۷   | بنستیه / بُنسِت        | ریشه آفرینش                                                        |
| ۸   | فراختن تَه            | سعادت بی‌پایان پایان همه                                            |
| ۹   | جَمَغ                  | فرنود اولیه علت باستانی                                            |
| ۱۰  | پراژتره / فراجتر     | تعالی نجیب‌تر                                                       |
| ۱۱  | توم اویک / توم اَویژ  | خالص‌ترین از پاک بازترین (بی‌گناه)                                   |
| ۱۲  | ابروند               | جدا از همه                                                         |
| ۱۳  | پَروندا               | در تماس با همه متصل به همه                                         |
| ۱۴  | ان ایاف / اَن اَیاپَه   | دست‌نیافتنی دست‌نیافتنی برای کسی                                     |
| ۱۵  | هم ایاف / هم اَیاپَه   | دست‌آور همه کسی که می‌تواند به همه برسد                              |
| ۱۶  | آدَروُ                 | عادل‌ترین سرراست‌ترین؛ از همه راستگوتر                               |
| ۱۷  | گیرا                 | پشتیبان همه کسی که همه را نگه می‌دارد                               |
| ۱۸  | اَچِم                  | فراتر از خرد بدون فرنود (نیاز به دلیل برای وجود ندارد)             |
| ۱۹  | چمنا                 | دلیل حاکمیتی دلیل وجود                                             |
| ۲۰  | سفنا / سِپَنا          | فضل واحد آفریننده پیشرفت                                           |
| ۲۱  | افجا / اَفزا          | همیشه پرکار آفریننده رشد                                           |
| ۲۲  | ناشا                 | رسیدن به یکسان به همه کسی که به همه یکسان می‌رسد                    |
| ۲۳  | پرورا                | تغذیه‌کننده ارائه‌دهنده                                              |
| ۲۴  | ایانا / پانه         | نگاهدارنده جهان نگاهدارنده آفرینش                                  |
| ۲۵  | آیین آیینه           | هرگز تغییر نمی‌کند متفاوت نیست                                      |
| ۲۶  | اَن آیینه             | بدون شکل                                                           |
| ۲۷  | خراشیدتوم            | استوارترین در میان استوارترین مصمم‌ترین                             |
| ۲۸  | مینوتوم              | خدای نامرئی نامرئی‌ترین                                             |
| ۲۹  | واسنا                | فراگیر همه جا حاضر                                                 |
| ۳۰  | هروس توم/هروسپ توم   | مجموع کامل‌ترین                                                     |
| ۳۱  | هوسپاس               | شایسته تشکر عمیق ماست شایسته شکرگزاری                              |
| ۳۲  | هرهمید / هراُمید      | همه خوبی را در بر می‌گیرد کاملاً خوش‌‌سرشت                             |
| ۳۳  | هرنیک فره            | همه نور مقدس را در بر می‌گیرند هاله نجیب کاملاً خوب                  |
| ۳۴  | بیش ترنا             | برطرف‌کننده بلا برطرف‌کننده رنج                                      |
| ۳۵  | تَروُبیش               | فراتر از مصیبت اسرارآمیز                                           |
| ۳۶  | انوشک                | جاویدان                                                            |
| ۳۷  | فرسک / فرشَک          | برآورنده خواسته‌های مقدس بخشنده آرزوها                              |
| ۳۸  | پژودهد / پژوهیده     | آفریننده صفات مقدس آفریننده طبیعت شریف                             |
| ۳۹  | خوافر / خاور         | داور دلسوز سخاوتمندانه با عدالت                                    |
| ۴۰  | اوه خشیا             | بخشنده مهربان بخشنده سخاوت                                         |
| ۴۱  | ابرجا / اَبرزا        | بخشنده بخشنده فراوان‌ترین ارائه‌دهنده                                |
| ۴۲  | اَستوه                | تسخیرناپذیر کسی که خشمگین نمی‌شود                                   |
| ۴۳  | رَخوا                 | آزادترین آزاد مستقل؛ بدون نگرانی                                   |
| ۴۴  | وَرون                 | ناجی از بدی نگاهدارنده از بدی                                      |
| ۴۵  | اَفریفه               | هرگز فریب نمی‌دهد کسی که فریب نمی‌دهد                                |
| ۴۶  | بی فریفه             | هرگز فریب نخورده کسی که نمی‌توان فریب داد                           |
| ۴۷  | اَدویی                | یکی بدون ثانیه بدون دوگانگی                                        |
| ۴۸  | کامَرد                | یکی بدون ثانیه بدون دوگانگی                                        |
| ۴۹  | فرمان کام            | فرمان میل حاکم آرزو فرمان اوست                                     |
| ۵۰  | اَئیک تن              | روح برتر بدون کالبد                                                |
| ۵۱  | اَفراموش              | هرگز فراموش نشدنی کسی که فراموش نمی‌کند                             |
| ۵۲  | همارنا               | فقط حسابدار نگاهدارنده حساب                                        |
| ۵۳  | سنایا / شَنایا        | دانای همه چیز شایسته دانستن؛ همه دانا                              |
| ۵۴  | اترس                 | بی‌باک                                                              |
| ۵۵  | اَبیش                 | عاری از درد بدون رنج                                               |
| ۵۶  | افراجدم / اَفرازتوم   | والاترین برترین                                                    |
| ۵۷  | هم چون               | همیشه یکسان                                                        |
| ۵۸  | مینو ستی گر          | آفریننده نامرئی جهان آفریننده جهان به صورت نامرئی                  |
| ۵۹  | اَمینوگر              | آفریننده معنویت ژرف آفریننده بسیاری از آفریده‌های نامرئی            |
| ۶۰  | مینو نهب / مینو نهفت | پنهان در روح پنهان در آفرینش نامرئی                                |
| ۶۱  | آذربادگر             | مبدل آتش به هوا کسی که آتش را به هوا تبدیل می‌کند                   |
| ۶۲  | آذرنم گر             | مبدل آتش به شبنم کسی که آتش را به آب تبدیل می‌کند                   |
| ۶۳  | بادآذرگر             | مبدل هوا به آتش کسی که هوا را به آتش تبدیل می‌کند                   |
| ۶۴  | بادنم گر             | مبدل هوا به شبنم کسی که هوا را به آب تبدیل می‌کند                   |
| ۶۵  | بادگل گر             | انتقال‌دهنده هوا به زمین کسی که هوا را به غبار تبدیل می‌کند          |
| ۶۶  | بادگردتوم            | مبدل برتر هوا به گرد و غبار کسی که هوا را به باد تبدیل می‌کند       |
| ۶۷  | آذرکبریت توم         | مبدل برتر آتش به جرقه‌های الهی کسی که آتش را به جواهرات تبدیل می‌کند |
| ۶۸  | بادگرجای             | پخش شدن هوا در همه جا کسی که در همه مکان‌ها هوا ایجاد می‌کند         |
| ۶۹  | آب توم               | آفریننده آب زندگی‌بخش آفریننده آب زیاد                              |
| ۷۰  | گِل آذرگر             | مبدل گرد و غبار به آتش کسی که گرد و غبار را به آتش تبدیل می‌کند     |
| ۷۱  | گل بادگر             | مبدل گرد و غبار به هوا کسی که گرد و غبار را به هوا تبدیل می‌کند     |
| ۷۲  | گل نم گر             | مبدل گرد و غبار به آب کسی که غبار را به آب تبدیل می‌کند             |
| ۷۳  | گرگر                 | استاد صنعتگر آفریننده آفریدگان                                     |
| ۷۴  | گروگر                | پاداش‌دهنده آرزوهای خالصانه (برآورنده آرزوها) *                     |
| ۷۵  | گرآگر                | آفریننده همه بشریت و اعمال آن (آفریننده بشر) *                     |
| ۷۶  | گرآگرگر              | آفریننده تمام زندگی انسان و حیوان (آفریننده همه چیز) *             |
| ۷۷  | آگرآگر               | آفریننده هر چهار عنصر (آفریننده ۴ عنصر) *                          |
| ۷۸  | آگرآگرگر             | آفریننده همه سیارات و همه جهان‌های دیگر (آفریننده ستاره‌ها) *        |
| ۷۹  | اَگمان                | بدون شک                                                            |
| ۸۰  | اجمان / اَزمان        | بی‌سن و سال بی‌زمان                                                  |
| ۸۱  | اَخواب                | تا ابد بیدار بی‌خواب                                                |
| ۸۲  | امیشت / امیست        | همیشه هوشیار هشدار                                                 |
| ۸۳  | فشتوتنا / پشوتنا     | همیشه نگهدارنده همیشه نگهبان و پیشرفت آفریننده                     |
| ۸۴  | پَدمانی               | نگاهدارنده اعمال انسان نگاهدارنده حدود                             |
| ۸۵  | فیروزگر              | پیروز                                                              |
| ۸۶  | خداوند               | پروردگار جهان پروردگار آفرینش                                      |
| ۸۷  | اهورا مزدا           | پروردگار زندگی و خرد پروردگار دانا                                 |
| ۸۸  | اَبرین گهان توان      | نگاهدارنده آفرینش تواناترین در حفظ اصالت آفریده‌ها                  |
| ۸۹  | اَبرین نوتوان         | تجدیدکننده آفرینش تواناترین در آفرینش خلاقیت‌های جدید               |
| ۹۰  | وِسپان                | در بر گیرنده همه آفرینش کسی که می‌تواند به همه آفریدگان برسد        |
| ۹۱  | وِسپ‌آر                | بخشنده همه چیز کسی که می‌تواند همه چیز را فراهم کند                 |
| ۹۲  | اَهو                  | خدای وجود پروردگار وجود                                            |
| ۹۳  | اَوخشیدار             | آمرزنده گناهان بخشنده                                              |
| ۹۴  | دادار                | آفریننده الهی آفریننده عدالت                                       |
| ۹۵  | رایومند              | پرتو در شکوه پر از روشنایی                                         |
| ۹۶  | خرهمند               | هالو در نور پر از هاله، نور                                        |
| ۹۷  | داور                 | پروردگار عدالت دادگر عدالت واقعی                                   |
| ۹۸  | کِرفِگر                | تنها خدای پاداش‌ها خدای کارهای نیک                                  |
| ۹۹  | بوختار               | رهایی‌بخش بخشنده آزادی برای پیشرفت                                  |
| ۱۰۰ | فرشوگر               | بیدارکننده بهار جاوید شاداب‌کننده روح با پیشرفت                     |
| ۱۰۱ | هَه دَ هَه              | اوست که اوست                                                       |